# مهرجان الكليجا
مهرجان الكليجا هو مهرجان سنوي لأكلة شعبية مشهورة في المملكة العربية السعودية. بمدينة بريدة الواقعة بمنطقة القصيم وسط السعودية، تنظمه منذ العام 2009 إمارة منطقة القصيم والغرفة التجارية الصناعية بالقصيم، بمشاركة أمانة القصيم والهيئة العامة للسياحة والتراث الوطني. حيث وجه الأمير الدكتور فيصل بن مشعل أمير منطقة القصيم في عام 2009 بإقامة مهرجان للكليجا. يهدف المهرجان إلى دعم الأسر المنتجة التي تعمل على إنتاج هذه الأكلة الشعبية، وتعزيز صناعات شعبية أخرى في المنطقة. بلغ دورته الـ 11 في عام 2019، التي أقيمت بمركز القصيم الدولي للمؤتمرات والمعارض، يشهد المهرجان حضور لافت، ويعتبر من الوجهات السياحية في المنطقة.
تعرف الكليجا أيضا في منطقة حائل شمال السعودية. واختلف في نشأتها من القصيم أو من حائل. يكثر الطلب عليها في مواسم العطل، ويفضل غالبا تناولها في الشتاء.

## مهرجان الكليجا
في عام 2009، أقيم أول مهرجان للكليجا، بمدينة بريدة بمنطقة القصيم. ومن حينه أصبح المهرجان يُقام سنويًّا بمدينة بريدة، حيث يشهد حضورًا كبيرًا ولافتًا، ويُعدُّ أحد الوُجهات السياحية في منطقة القصيم.

### 2023
في يناير 2023، أقيم المهرجان بنسخته الرابعة عشر بمركز النخلة ببريدة، حيث شارك في المهرجان الذي نظمته الغرفة التجارية، أكثر من 200 أسرة منتجة، من خلال الاعتماد على مهارات الطبخ التي تملكها تلك الأسر، في تجهيز الأكلات الشعبية.
سبل
في مهرجان الكليجا 2023، شارك البريد السعودي "سبل" بوصفه ناقلًا لوجستيًّا للمهرجان "الكليجا" بنسخته الرابعة عشرة، خلال المدة من 26 يناير وحتى 4 فبراير 2023، حيث تقدم "سبل" خدمات التغليف والشحن طيلة أيام المهرجان، في جميع مناطق المملكة.

### 2022
في يناير 2022، أقيم المهرجان بنسخته الثالثة عشرة، حيث شارك في المهرجان أكثر من 150 أسرةً بمركز النخلة بمدينة بريدة. كما قدمت الغرفة التجارية الصناعية في منطقة القصيم بالتعاون مع بنك التنمية الاجتماعية، دوراتٍ تدريبيةً متخصصةً، تُعنى بنشر ثقافة العمل الحر، وبناء الهوية التجارية.

### 2020
في يناير 2020، أقيم المهرجان بنسخته الثانية عشرة، حيث شارك في المهرجان أكثر من 91 أسرةً بمركز النخلة بمدينة بريدة.

## جائزة الكليجا
في فبراير 2020، أقيم مهرجان كليجا بريدة الثاني عشر بمدينة بريدة، وتم الإعلان عن مسابقة الكليجا، حيث انقسمت الجائزة إلى سبعة فروع، هي:
- أفضل كليجا.
- المنتجات الشعبية.
- الحلا.
- منتجات المخبوزات.
- المأكولات الحديثة.
- الأسر المنتجة.
- المنتج المبتكر.

حيث بلغت الجوائز 35 ألف ريال، لكل فرع من فروع المسابقة 5 آلاف ريال.

## الملف الوثائقي
حظي المهرجان بتغطية إعلامية من وسائل الإعلام المحلية والدولية، على فعاليات المهرجان، حيث تصدر شركة رامة شمس منذ عام 2016 تقريرًا مفصّلًا عن المهرجان بعد انتهاء المهرجان، يشمل جميع الإحصائيات والأرقام وعدد الأسر المشاركة، كما يشمل عدد الزوار والتغطيات الإعلامية والفعاليات للمهرجان.

## أقسام المهرجان
- جناح الحرف التراثية.
- جناح مقهى الكليجا.
- أجنحة الشركات.
- جناح تصنيع الكليجا.
- جناح الأسر المنتجة.
- جناح ألعاب الأطفال التفاعلية.
- جناح استوديو الكليجا.[11]